# Central–Mid Levels mozgólépcső
A Central–Mid Levels mozgólépcső egy 18 mozgólépcsőből és három mozgójárdából álló rendszer, mely Hongkong Központi kerületét (Central District) köti össze a Mid-Levels negyeddel. A 800 méter hosszú és 135 méter szintkülönbséget áthidaló rendszer a leghosszabb kültéri fedett mozgólépcsőrendszer a világon. Reggel hattól tízig lefelé halad, a negyed lakóit szállítja a belvárosi munkahelyekre, 10:15-től irányt vált és egészen éjfélig szállítja felfelé a hazafelé igyekvőket.

## Hatása
A mozgólépcsőrendszert eredetileg a nehezen megközelíthető, magasabban fekvő negyedek városi vérkeringésbe való bekapcsolására tervezték. A rendszer csökkentette a környék forgalmi dugóit, a tömegközlekedési eszközök zsúfoltságát. Mivel a mozgólépcsők a város egyik régebbi, olcsó negyedén haladnak keresztül, gazdaságilag és turisztikailag is fellendítették a környéket, ami mára „trendivé” vált, éttermek, üzletek és egyéb szórakozóhelyek települtek ide az áthaladó forgalom kiszolgálására.
A mozgólépcsőket 2011-ben naponta mintegy 85 000 ember használta.

## A művészetekben
A mozgólépcsőrendszer az egyik központi eleme a Csungking expressz című filmnek, de itt forgatták Az utolsó éjszaka Hongkongban és A sötét lovag egyes jeleneteit is.